# Bernadette Bricout
 (novembre 2021).
Bernadette Bricout, née le 11 août 1947, est une universitaire et essayiste française. Spécialiste de littérature orale, elle est professeur émérite de l'université Paris-Diderot.

## Biographie

### Jeunesse et études
Bernadette Bricout est une ancienne élève de l'École normale supérieure de la rue d'Ulm. Elle est agrégée de lettres modernes. Elle soutient en 1987 sa thèse de doctorat d'État, dirigée par Michel Raimond, consacrée au peuple et à la culture populaire dans le Trésor des contes d'Henri Pourrat.

### Parcours professionnel
Elle enseigne d'abord à l'Université Lyon 2 puis, à partir de 1981, à l'Université Paris-Diderot. Elle a dirigé 22 thèses portant sur l'étude des contes et des mythes. Elle est aujourd’hui professeur émérite de littérature orale à l’Université Paris Cité. 
Bernadette Bricout a été de 2009 à 2015 Vice-Présidente de l’Université Paris Diderot (Vie culturelle et Université dans la ville) puis de 2015 à 2018 chargée de mission Cultures du monde à l'Université Paris-Diderot. Elle a conçu et animé des programmes culturels originaux, notamment Les Entretiens des Grands Moulins fondés sur des dialogues entre de grands chercheurs et des artistes et Les 1001 vies du conte qui ont exploré des formes traditionnelles et contemporaines de l’art oral (conte, théâtre, rap, slam, poésie orale, chanteurs d’oiseaux).
Bernadette Bricout s’est impliquée à l’Université Paris Cité dans la conception et le pilotage de programmes internationaux, notamment le programme européen Crossing Stages et le programme franco-chinois Récits et figures du ciel fondé sur un partenariat entre l'université Paris Diderot et l'Université de Wuhan. Elle est depuis 2019 professeur invitée à l’Université de Wuhan en qualité d’expert étranger (littérature orale).
Bernadette Bricout est par ailleurs Conseil en Formation à la communication orale dont elle enseigne les techniques, à Sciences Po notamment, dans le cadre de séminaires ou de coachings individuels. Elle élabore également sur des thèmes relevant de son expertise des séminaires et des conférences à caractère culturel.
Très impliquée dans la transmission des savoirs, Bernadette Bricout est conceptrice des Amphis 21 à l'Institut d'études politiques de Paris qu’elle a créés en 1997 et qu’elle anime depuis leur création. Ces cycles de conférences pluridisciplinaires, culturels et géopolitiques ont été suivis par des milliers d’auditeurs. Ils ouvrent des perspectives sur les grandes questions du XXIe siècle.
Bernadette Bricout intervient dans de nombreuses émissions sur France Inter (La nuit est à vous, Les p’tits bateaux, La Marche de l'histoire, Grand bien vous fasse, La Tête au carré, Le temps d’un bivouac, Barbatruc, L’heure des rêveurs, La bande originale, Service Public) et France Culture (L’art est la matière, La Compagnie des auteurs).

## Publications
- « La collecte orale d'Henri Pourrat », dans Henri Pourrat et le Trésor des contes : actes du colloque, Clermont-Ferrand, 1, 2 et 3 juin 1987, Bibliothèque municipale et interuniversitaire, Centre Henri Pourrat, coll. « Cahiers Henri Pourrat » (no 6), 1988 (ISSN 0751-266X), p. 41-50 lire en ligne sur Gallica
- Contes et récits du Livradois, Paris, Maisonneuve et Larose, 1989, 467 p. (ISBN 2-7068-0960-4, BNF 35028046)Textes recueillis par Henri Pourrat
- Le savoir et la saveur : Henri Pourrat et le Trésor des contes (préf. Marc Soriano), Paris, Gallimard, coll. « Bibliothèque des idées », 1991, 436 p. (ISBN 2-07-072136-1, BNF 35489172, présentation en ligne)
- Bernadette Bricout (dir.), Philippe Berthier, Pierre Brunel, Jean-Claude Carrière et al., Le regard d'Orphée : les mythes littéraires de l'Occident, Paris, Seuil, 2001, 213 p. (ISBN 2-02-040663-2, BNF 37687897)Textes extraits d'un cycle de conférences prononcées à l'Institut d'études politiques de Paris dans le cadre des Amphis 21
- Bernadette Bricout (dir.), Pietro Citati, Boris Cyrulnik, Anny Dayan-Rosenman et al., Mémoires du siècle, Paris, Seuil, 2003, 230 p. (ISBN 2-02-052660-3, BNF 39095224)Textes extraits d'un cycle de conférences prononcées à l'Institut d'études politiques de Paris dans le cadre des Amphis 21
- La clé des contes (ill. Olivier Besson), Paris, Seuil, 2005, 297 p. (ISBN 2-02-052607-7, BNF 40071101)
- La mémoire de la maison, Paris, Albin Michel, coll. « Le quotidien merveilleux », 2012, 287 p. (ISBN 978-2-226-23872-6, BNF 43570664)En collaboration avec Laurence Gaston et Vincent Gaston